# Carlos Della Savia
Carlos Alberto Della Savia fue un talentoso jugador y entrenador de fútbol argentino. Se destacó principalmente en el club Gimnasia y Esgrima La Plata, donde mereció el apodo de Maestro. Un número diez de los clásicos, de la época donde florecían en Argentina, con Norberto Alonso, Carlos Babington, Daniel Willington, Eduardo Flores y otros. Centrocampista de exquisita calidad técnica y goleador. Tal vez, su gol más recordado sea el gol de taquito, sobre la hora, que marcó el empate entre Estudiantes y Gimnasia, el 8 de marzo de 1975.
Para los hinchas de La Academia, el gol más recordado es aquel del Metro '72, en El Cilindro, también ante Estudiantes de La Plata, el mismo día que El Pato, tras enviar al córner el tiro penal ejecutado por Rubén Bedogni, batió el récord que, hasta ese momento, ostentaba Antonio Roma, ese encuentro finalizó 1 a 0, con gol anotado por el querido y recordado Carlitos Della Savia.
En total, jugó 304 partidos, marcando 73 goles.
Luego de su exitosa carrera como jugador de fútbol profesional, y tras experimentar como entrenador, encontró su lugar como dirigente sindical, formando parte del núcleo conductivo de Futbolistas Argentinos Agremiados (donde llegó a ser uno de los más destacados directivos en la historia de la agremiación) hasta la fecha de su deceso. 

## Trayectoria como jugador
- 1966-1970   Quilmes Atlético Club
- 1971  River Plate
- 1972  Racing Club
- 1973-1975   Gimnasia y Esgrima La Plata
- 1976-1977   Millonarios
- 1977-1978  Gimnasia y Esgrima La Plata
- 1979  San Lorenzo de Mar del Plata

## Trayectoria como entrenador
- 1981-1983  Gimnasia y Esgrima La Plata
- 1983  Deportivo Español
- [[]]-[[]]  Club Atlético Atlanta

- Datos: Q5750138
- Multimedia: Carlos Della Savia / Q5750138